# Jersika (stacja kolejowa)
Jersika (ros. Ерсика) – stacja kolejowa w miejscowości Jersika, w gminie Līvāni, na Łotwie. Leży na linii Ryga - Dyneburg.
Stacja powstała w XIX w. na trasie Kolei Rysko-Dyneburskiej (przedłużonej później do Witebska).